# Becerreá
Becerreá es un municipio español situado en la parte oriental de la provincia de Lugo, en la comunidad autónoma de Galicia. Ocupa una extensión de 173,3 km² y forma parte de la comarca de Los Ancares, de la cual constituye el punto de partida de las rutas de acceso. 

## Localización
Integrado en la comarca de Los Ancares Lucenses, de la que es el principal municipio, se sitúa a 44 kilómetros de la capital provincial. El término municipal está atravesado por la autovía del Noroeste A-6 entre los pK 447 y 460, además de por la antigua carretera N-6 y la carretera provincial LU-636 que comunica con Sarria.
Enclavado en la montaña lucense, presenta una orografía muy accidentada, enmarcada dentro del conjunto de Sierras Orientales de Galicia. Su escarpado relieve se caracteriza por su versatilidad. Las sierras más importantes son la Serra do Calamouco (1044 m), al norte del pueblo, y la Serra da Pena do Pico (1184 m), al suroeste. Entre las montañas discurren numerosos arroyos así como el río Narón y el río Navia, que hace de límite municipal con Cervantes.
La altitud oscila entre los 1184 metros (Pena Maior), al suroeste, y los 330 metros a orillas del río Navia. El pueblo se alza a 648 metros sobre el nivel del mar.  
| Noroeste: Baralla y Baleira     | Norte: Baleira y Navia de Suarna | Noreste: Navia de Suarna |
| Oeste: Baralla                  |                                  | Este: Cervantes          |
| Suroeste: Triacastela y Láncara | Sur: Los Nogales                 | Sureste: Los Nogales     |

## Geografía humana

### Organización territorial
El municipio está formado por ciento treinta y tres entidades de población distribuidas en veintiséis parroquias:
- Agüeira[5]
- Armesto (San Román)
- Becerreá (San Xoán)
- Cadoalla (San Pedro)
- Cascallá (Santa María)
- Cerezal[5]
- Cruzul (San Martiño)
- Ferreiros de Balboa[5]
- Fontarón (Sancti Spiritus)
- Furco (San Xoán)
- Guilfrey[5]
- Guillén (San Pedro)
- Liber (San Remixio)
- Morcelle (San Xulián)
- Oselle[5](San Cosme)[6]
- Ousón (Santo Adrao)
- Pando (San Xoán)
- Penamayor[5]
- Quinta[5](Santa Eulalia)[6]
- Sevane (San Xoán)
- Tortes (San Pedro)
- Vega[5]
- Vilachá (San Pedro)
- Villaíz[5]
- Villamane[5]
- Vilouta (Santa Mariña)

### Demografía
Cuenta con una población de 2703 habitantes (INE 2024).
| Gráfica de evolución demográfica de Becerreá entre 1842 y 2021                                                        |
| |
| Población de derecho según los censos de población del INE. Población de hecho según los censos de población del INE. |

## Patrimonio natural
Debido a su gran biodiversidad, el término municipal de Becerreá coincide con varios espacios naturales protegidos. Pertenece a la Reserva de la biosfera de Os Ancares Lucenses y Montes de Cervantes, Navia y Becerreá. Con el municipio vecino de Los Nogales, comparte la zona especial de conservación (ZEC) Cruzul-Agüeira, un espacio natural de la Red Natura 2000 de la Unión Europea. La práctica totalidad de ese espacio la ocupan dos bosques singulares que muestran un raro ejemplo de convivencia entre especies mediterráneas y especies autóctonas de esta zona atlántica: el encinar de Cruzul, que es el encinar más septentrional de la península, y el Soto de Agüeira, un bosque de castaños que se mezcla con robles en las cotas más altas. Este último alberga el llamado «bosque dos grobos» en el que afloran imponentes rocas calizas cubiertas de muzgo y vegetación.
Becerreá es también uno de los municipios que cubre la Zona Especial de Protección de Aves (ZEPA) de Ancares.

## Patrimonio cultural
La historia de Becerreá se caracteriza por ser una etapa en el único paso de comunicación con la meseta, desde la Vía XIX, la calzada romana que enlazaba Braga con Astorga.

### Arquitectura religiosa
- Iglesia y monasterio de Santa María de Penamaior, en el lugar de Vilarín, parroquia de Penamayor: monasterio cisterciense fundado entre el siglo X y el siglo XII, según las fuentes.[13] La iglesia abacial está catalogada como Bien de Interés Cultural (BIC) de Galicia.[14]
- Iglesia de Cadoalla: situada en el lugar de Saa, es conocida como santuario del Ecce Homo. Fue fundada en 1727.[15]
- Iglesia San Cosme de Oselle.

### Pazos
Existen varios ejemplos de casas nobles de esta parte de los Ancares, como la Casa-torre de Cadoalla, del siglo XVI, la del lugar de Horta, del siglo XI, y las de Cruzul y Cormes.

### Puentes
La difícil orografía del municipio, con profundos valles fluviales encajonados entre montes, y su situación estratégica entre Galicia y Castilla, ha propiciado la construcción de destacados puentes.
- Puente de Puentes de Gatín, en la parroquia de Liber, sobre el río Navia. Situado sobre el trayecto de la calzada romana llamada Vía XIX, su arquitectura actual es sin embargo posiblemente románica, con varias reconstrucciones parciales, sobre todo en los siglos XVIII y finales del XX. No sirve para tráfico rodado.[16]
- Puente de Cruzul, sobre el río Narón (también llamado Cruzul). Construido a finales del siglo XVIII sobre el camino real de Madrid a La Coruña, por tanto de estilo neoclásico, es una obra emblemática de la provincia. Fue paso obligado de esta vía radial que se convertiría en la N-VI en el siglo XX. Desde 1988, solo sirve para tráfico local.
- Viaducto de Cruzul. Construido en 1987 para el nuevo trazado de la N-VI, su novedosa técnica de construcción, sus dimensiones y su gran capacidad de tráfico hicieron que fuese un hito de la red de carreteras de su época.
- Viaducto del Narón. Como los dos anteriores, franquea el valle del río Narón. Inaugurado en 2001, sirve para el paso de la autovía A-6 y es la principal vía de comunicación con la provincia de León.

## Deporte
El municipio cuenta con un equipo de fútbol, la Sociedad Deportiva Becerreá, fundada en 1985 y que milita en Segunda Galicia. Entre 2012 y 2019 existió también el Fútbol Club Becerreá.